# Megachile tarsatulata
Megachile tarsatulata är en biart som beskrevs av Cockerell 1916. Megachile tarsatulata ingår i släktet tapetserarbin, och familjen buksamlarbin. Inga underarter finns listade i Catalogue of Life.